# Commission internationale de surveillance du plébiscite au Slesvig
 For alternative betydninger, se CIS.
Commission Internationale de Surveillance du Plebiscite Slesvig (CIS) var en international kommission nedsat efter afslutningen af 1. Verdenskrig med det formål at gennemføre en folkeafstemning i den nordlige del af det historiske hertugdømme Slesvig for at afgøre områdets fremtidige tilhørsforhold til enten Danmark eller Tyskland. Kommissionen blev nedsat med hjemmel i Versailles-traktaten, fredstraktaten mellem krigens sejrherrer og Tyskland. Op til afstemningen blev Slesvig delt i 3 zoner, hvoraf kommissionen den 20. januar 1920 overtog myndigheden over de to nordligste, mens den sydligste 3. zone administreredes som hidtil som del af Tyskland og dennes delstat Preussen.
CIS blev sammensat af 2 repræsentanter for krigens sejrherrer samt 2 repræsentanter for neutrale magter: Diplomaterne Sir Charles Marling og Paul Claudel, som var henholdsvis Storbritanniens og Frankrigs gesandter i København, landshøvding i Göteborg og senere svenske statsminister, Oscar von Sydow som repræsentant for Sverige og tidligere forsvarsminister og daværende telegrafdirektør Thomas Heftye som repræsentant for Norge. Den britiske legationssekretær i Oslo C. Brudenell-Bruce, var kommissionens sekretær. Tyskland og Danmark havde ikke sæde i kommissionen og en plads, som var tiltænkt USA, blev ikke besat.
Kommissionen opslog sit hovedkvarter på hotel Flensburger Hof på Nørregårdender i Flensborg (nu byens politipræsidium), og fik til sin rådighed en militær styrke bestående af britiske og franske hær- og marineenheder under kommando af den britiske admiral Sheppard samt en politistyrke under ledelse af den pensionerede danske gendarmeriofficer Daniel Bruun.
Folkeafstemningen i de to zoner gennemførtes hhv. 10. februar 1920 i 1. zone og 14. marts samme år i 2. zone. Mens 2. zone stemte for at forblive en del af Tyskland stemte 1. zone omtrent 3:1 for genforening med Danmark, og genforeningen mellem Danmark og 1. zone gennemførtes på Valdemarsdag, 15. juni 1920. Den genforenede del af Slesvig benævntes herefter i de kommende år "De sønderjydske Landsdele", hvilket afspejler at genforeningen kun omhandlede dele af det tidligere hertugdømme.
Både den franske repræsentant Claudel og den norske Heftye ønskede at flytte den kommende grænse mellem Danmark og Tyskland et stykke sydligere end hvor den ligger i dag, således at Danmark udover 1. zone ville have modtaget fire mellemslesvigske sogne, Sønder Løgum, Aventoft, Ladelund og Medelby, samt byen Kobbermølle ved Flensborg Fjord. Sidstnævnte hørte under Bov Sogn men havde ikke været medregnet i 1. zone. Forslaget blev begrundet med afvandingsforhold, at områderne var dansktalende, at afstemningen viste et dansk mindretal på ca. 25% samt at områderne var tyndt befolkede. Forslaget faldt på modstand fra kommissionens øvrige medlemmer, fordi folkeafstemningen ikke havde vist dansk flertal i noget af de nævnte områder. Genforeningen kom derfor udelukkende til at omfatte 1. zone, geografisk sammenfaldende med det senere Sønderjyllands Amt.
Den 15. juni 1920 overtog danske myndigheder administrationen af 1. zone, og tyske myndigheder rykkede igen ind i 2. afstemningszone. Den internationale kommissions arbejde var hermed officielt afsluttet, og de britiske og franske tropper forlod Slesvig. Kommissionens medlemmer var dog rejst fra Flensborg allerede i midten af april. Kun sekretæren, C. Brudenell Bruce, forblev som kommissionens befuldmægtigede i afstemningsområdet til det sidste. Et gruppeportræt af kommissionen, som i dag hænger på Christiansborg, er malet i 1922 af kunstneren Harald Slott-Møller.